# 宿毛市野球場

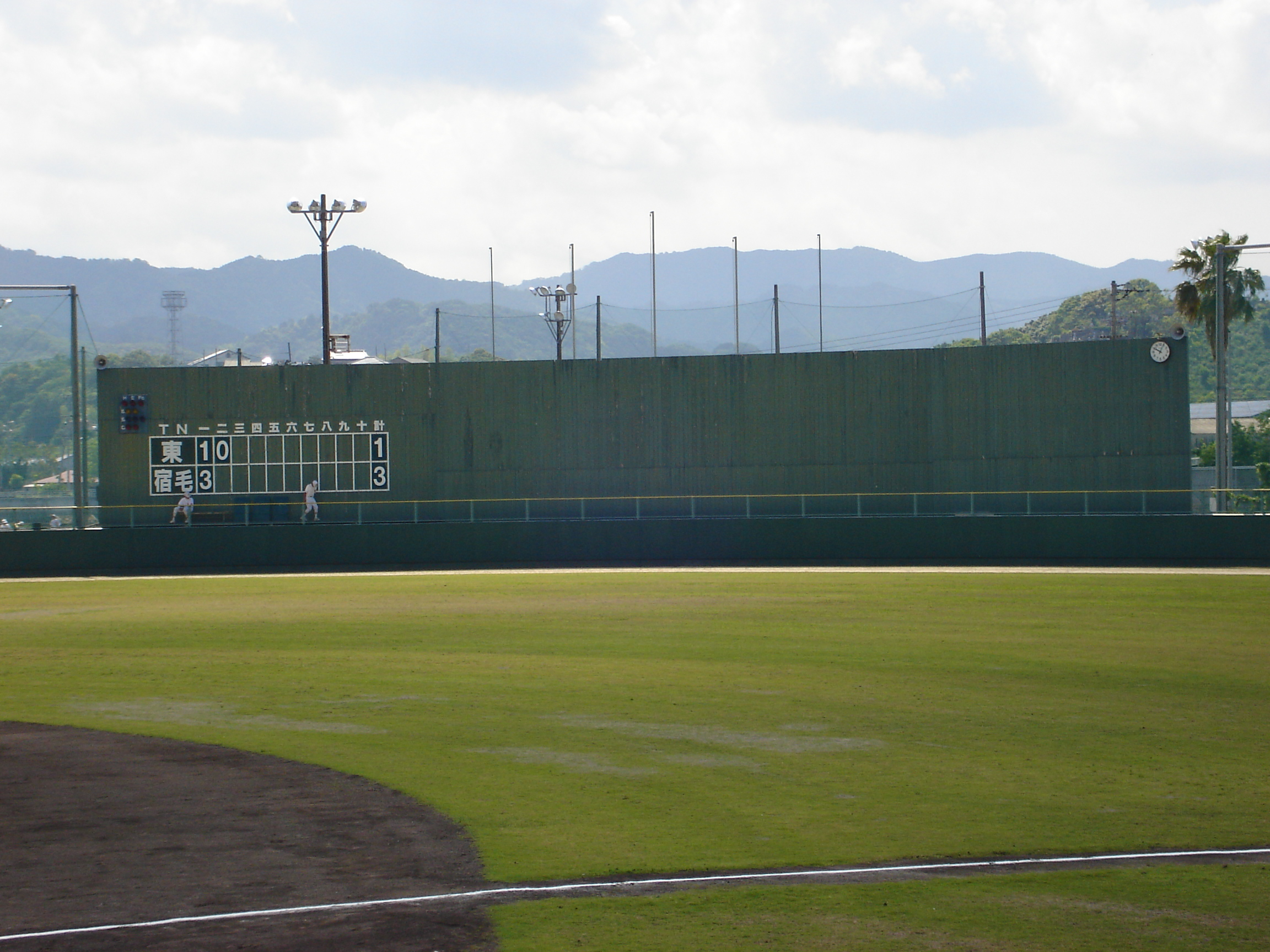
スコアボード

宿毛市野球場（すくもしやきゅうじょう）は、高知県宿毛市の宿毛運動公園内にある野球場。宿毛市が運営管理を行っている。

## 概要・歴史
1971年開場。
1976年から1982年にかけて、プロ野球・近鉄バファローズが春季キャンプを実施していた。かつては鉄道もなく交通の便がよくなかった宿毛だが、当時近鉄の監督だった西本幸雄は「宿毛は繁華街がなく、且つ交通もよくないので、かえって野球だけに集中できる」として、敢えて宿毛をキャンプ地に選んだといわれている。
現在は日本生命硬式野球部、関西学院大学、東北学院大学、獨協大学が春季キャンプ、京都大学が夏季キャンプを行うなど、アマチュア野球のチームがキャンプ地として使用している。
この他、四国アイランドリーグplusの高知ファイティングドッグス主催公式戦がリーグ創設以来年間数試合開催されたが、2010年のシーズンを最後に開催が途絶えている（2011年からは土佐清水市総合運動公園多目的広場で試合が開催されている）。宿毛での四国IL公式戦初開催は2005年8月26日の対徳島インディゴソックス戦。宿毛でのプロ野球は1979年にオープン戦・近鉄対南海ホークス戦が開催されて以来、26年ぶりのことだった。
なお、市内にはこの野球場がある宿毛運動公園の他、陸上競技場などがある宿毛市総合運動公園、武道館などがある宿毛市立運動場、テニスコートなどがある宿毛市平田公園など、スポーツ施設を擁する公園が複数あるので、来場の際には注意を要する。

## 施設概要
- グラウンド面積：13,200m2
- 両翼：90m、中堅：120m
- 内野：クレー舗装、外野：天然芝
- 照明設備：なし
- スコアボード：パネル式（得点のみ）
- 収容人員：約5,000人（バックネット裏は座席、内野は芝生席、外野はスタンドがない）

## 公園内その他の施設
- 補助グラウンド
  - グラウンド面積：7,214m2
  - 照明設備：あり
- 雨天練習場
  - 面積：525m2、全面人工芝
- テニスコート 
  - 2面

## 交通
- 土佐くろしお鉄道宿毛線 宿毛駅下車　徒歩15分
- 宿毛駅から高知西南交通バス「片島フェリー岸壁」行きで終点下車後徒歩約10分